# Лестер-сквер
Лестер-сквер (англ. Leicester Square, произносится /'lɛstər skwɛər/) — пешеходная площадь, находящаяся в Вест-Энде, Вестминстер, Лондон. Известна своими кинотеатрами, на ней имеется знак с надписью «Theatreland». Поблизости имеются 6 кинотеатров и более 50 театров. На площади Лестер-сквер проводятся кинофестивали. Площадь находится севернее Трафальгарской площади и восточнее площади Пикадилли. На Лестер-сквер имеется много ресторанов, пабов и ночных клубов. В центре площади в 19 веке поставлен памятник Уильяму Шекспиру.
Рядом с площадью имеется одноимённая станция метро.

## История
Земля, на которой сейчас находится Лестер-сквер, принадлежала аббату Вестминстерского аббатства и семье Бомонт. В 1536 году Генрих VIII взял 3 гектара этой территории, а оставшиеся 4 гектара были переданы королю в следующем году. В 1630 году граф Роберт Сидни купил эту землю, а в 1634 году построил себе дом. Затем территория перед домом стала частной собственностью. Площадь была построена в 1670-х годах. Рядом с ней были построены жилые дома. В 19 веке площадь стала местом развлечений, были построены театры и кафе.

## В культуре
Площадь Лестер-сквер была упомянута в мюзик-холле «Путь далёкий до Типперери» вместе с Пиккадилли: «Мы хотим, чтобы люди услышали нас на Лестер-сквер». Также площадь упоминается в нескольких треках рок-групп: Jethro Tull — Stand Up (1969), Rolling Stones — Schoolboy Blues (1970), Rancid — Life Won’t Wait (1998). А также в композиции Melanie C - Follow Me (1999).